# Сергеев, Анатолий Алексеевич
Анатолий Алексеевич Сергеев (1938 или 18 марта 1938, Москва — 22 мая 2020, Москва) — советский хоккеист, защитник. Мастер спорта СССР. Заслуженный тренер России.

## Биография
Серебряный (1957) и бронзовый (1958) призёр молодёжного чемпионата СССР в составе «Динамо» Москва, в чемпионате СССР за команду дебютировал в сезоне 1957/58. В следующем сезоне, не выдержав конкуренции, перешёл в клубную команду. Возможно, играл в классе «А» в сезоне 1959/60. С сезона 1962/63 стал играть за «Химик» Воскресенск, после начала следующего сезона перешёл в «Динамо» Киев. Играл за «Химик» / «Спартак» Рязань (1964/65 — 1965/66), «Авангард» Подольск (1966/67 — 1967/88).
Старший тренер «Авангарда» Подольск (1968/69 — 1969/70, тренер «Салюта» Тушино (1970/71 — 1972/73).
Тренер СДЮШОР «Крылья Советов» Москва (1976—2010), среди воспитанников — Андрей Смирнов, Алексей Лякишев, Вячеслав Яковенко, Олег Твердовский, Юрий Литвинов, Александр Королюк, Антон Зеленов, Леонид Канарейкин, Владислав Куршев, Константин Корнеев, Андрей Спиридонов, Дмитрий Наумов, Юрий Артёменков, Сергей Алексеев, Руслан Педан и другие.
Скончался 22 мая 2020 года. Похоронен на кладбище Долгопрудненское-Южное.
Включён в тренерский Зал славы СДЮШОР «Крылья Советов» имени И. Е. Дмитриева. 14 февраля 2023 года именной стяг Сергеева был поднят под своды УДС «Крылья Советов».